# Soča (Bovec)

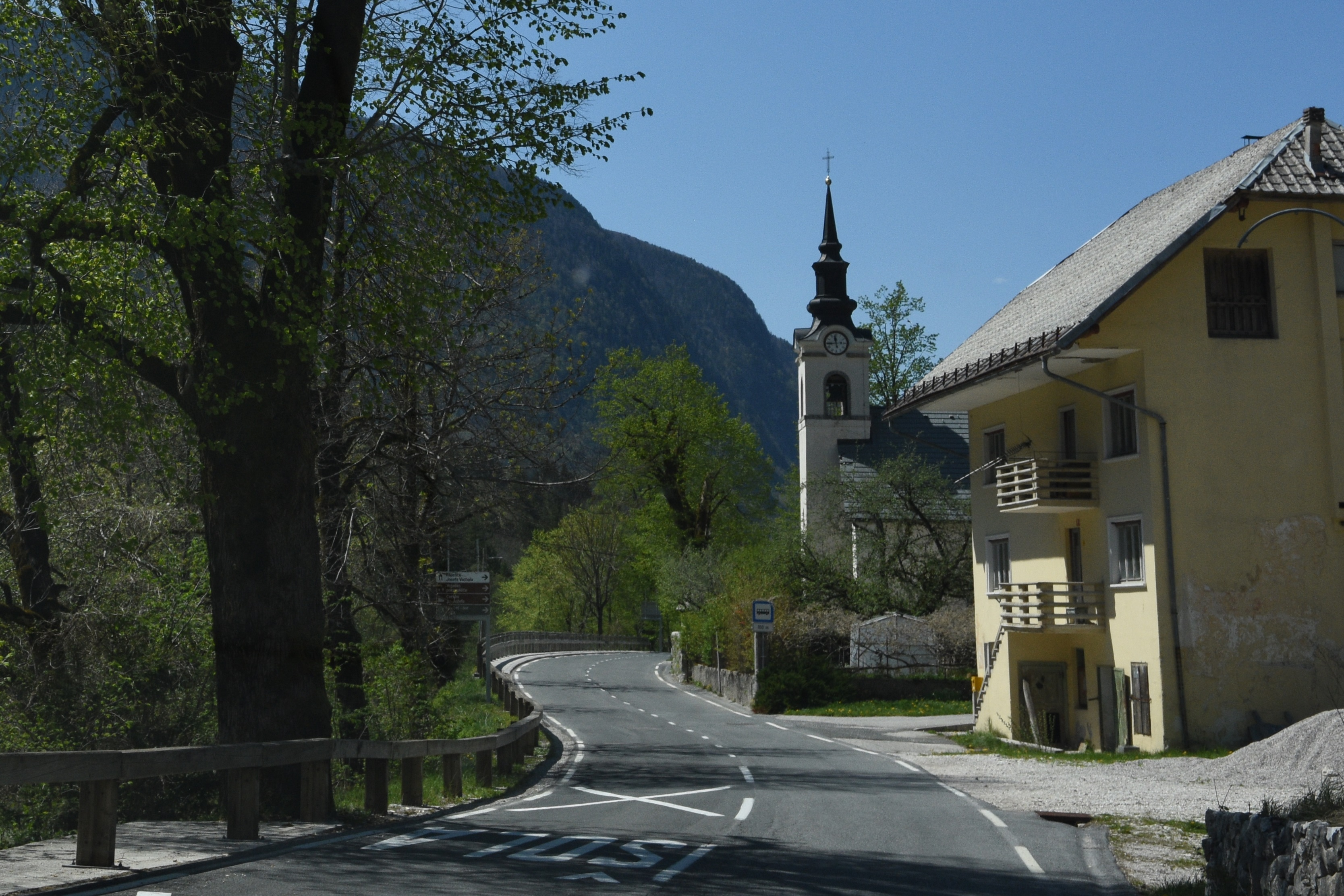
Die St.-Josefs-Kirche

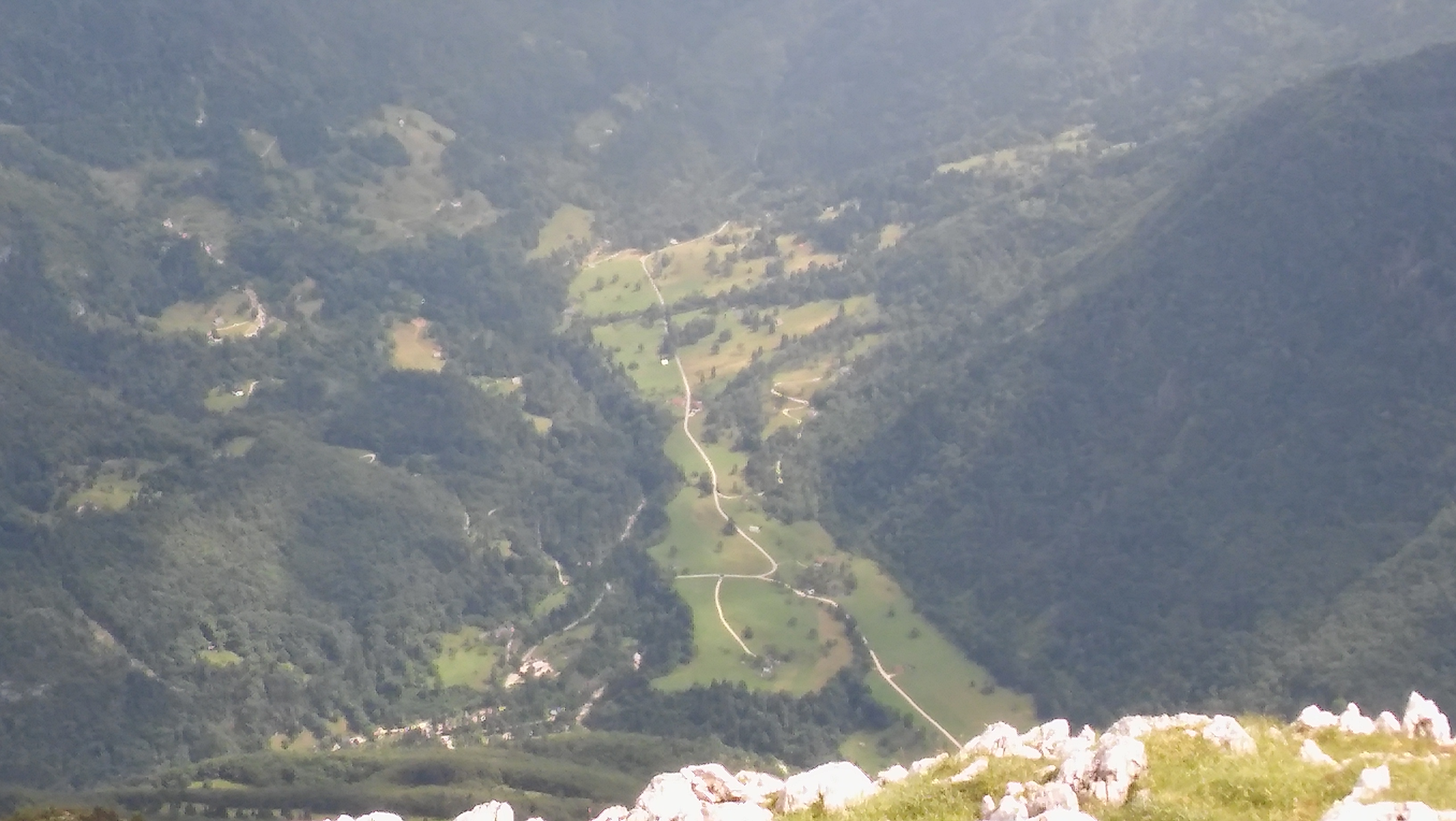
Soča, aufgenommen vom Bavski Grintavec

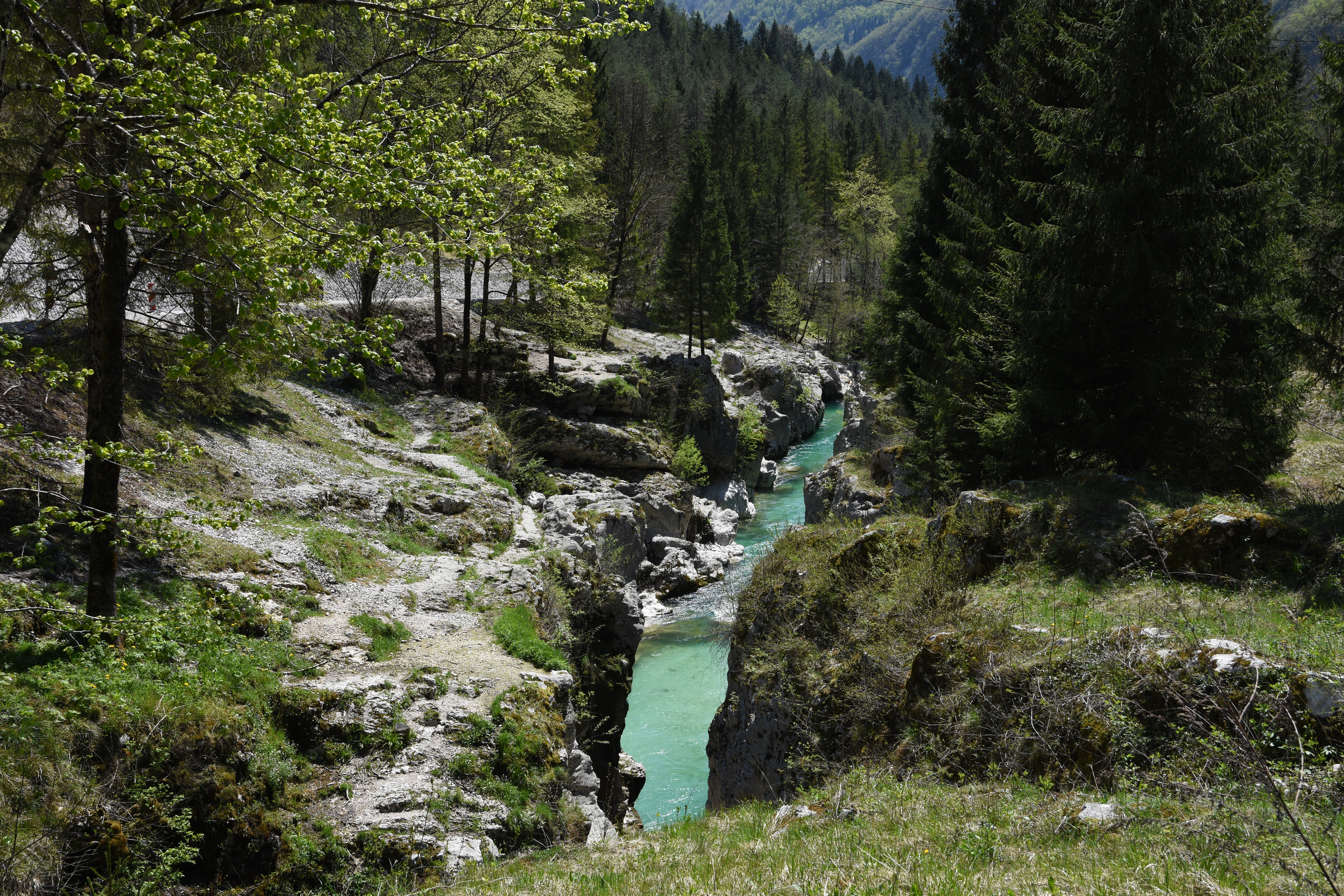
Velika korita Soče

Die Streusiedlung Soča liegt am Fuße des Bavški Grintavec zwischen den Orten Bovec und Trenta im westlichen Slowenien. Sie befindet sich am Oberlauf des gleichnamigen Flusses, welcher der Ortschaft ihren Namen verleiht.

## Geographie
Soča liegt in der Region Goriška, dem nördlichen Teil des slowenischen Küstenlandes, an der Straße von Bovec zum Vršič-Pass. Das Gebiet des Dorfes umfasst verstreute Bauernhöfe auf verschiedenen Ausläufern, Landzungen und Terrassen im engen Tal. Zu den Weilern und Gehöften im Dorf gehören Brvca (alias Jezerca), Črč, Gorenja Soča, Lemovje, Log, Mišja Vas, Na Skali, Pod Bregom, Pod Skalo, Podklanec, Pri Kumerčih, V Klancu, Vršičem und Vrsnik. Im Nordwesten steigt das Tal steil zum Berg Bavšica Grintavec (2.347 Meter) an. Nach Südosten steigt das Tal langsamer zu einer Plateauregion an.

## Geschichte
Nach der Gründung im Mittelalter war Soča zuerst lange Zeit von den Patriarchen von Aquileia, dann von der Republik Venedig und ab 1509 im Besitz der Habsburger. Nach dem Ersten Weltkrieg gehörte das Gebiet zu Italien. Nach der Kapitulation Italiens im Zweiten Weltkrieg wurde Bovec bis zum Ende des Krieges von deutschen Truppen besetzt. In dieser Zeit wurde das Gebiet von slowenischen Partisanen kontrolliert. Im Dorf wurden Partisanenkrankenhäuser betrieben. Von 1945 bis 1947 wurde das Sočatal von anglo-amerikanischen Streitkräften verwaltet. 1947 erfolgte der Anschluss der Region an Jugoslawien. Seit 1991 gehört Bovec zum unabhängigen Slowenien.

## Sehenswürdigkeiten

### Soča-Schluchten
Das Dorf Soča liegt zwischen den beiden bekanntesten natürlichen Sehenswürdigkeiten entlang des Soča-Flusses, der Großen und der Kleinen Soča-Schlucht („Velika in Mala Korita Soče“). Das smaragdfarbene Gewässer rauscht durch die bis zu 15 bzw. 6 bzw. Meter tiefen und nur ein paar Meter breite Schluchten aus Kalkgestein.

### St. Josef-Kirche
Mitten im Ort befindet sich die St.-Josef-Kirche aus dem Jahr 1718 (Nationales Kulturdenkmal). Im Jahr 1944 wurde der Innenraum vom slowenischen Künstler Tone Kralj ausgemalt. Das Werk wurde bekannt als politisches Statement: Kralj fügte eine Szene ein, in der Hitler und Mussolini als Feinde des Guten dargestellt werden.
Hinter der Kirche befindet sich der Friedhof, auf dem unter anderem die im Ersten Weltkrieg an der Isonzo-Front gefallenen Soldaten begraben sind. Der Friedhof gehörte zu einem Militärhospital, das sich während des Kriegs bei der Kirche befand und dessen Gebäude auch noch bestehen.

### Ruinen des Erdbebens 1976
In Soča befinden sich einige verfallene Häuser, welche vom Friaul-Beben im Mai 1976 zeugen.